# Wolfgang z Mansfeldu
Wolfgang (III.) hrabě z Mansfeldu (též Volf z Mansfeldu, 1575 – 15. května 1638, Vídeň) bylněmecký šlechtic, důstojník a vyslanec, později sloužil u císařské armády. Stal se polním maršálem a tajným radou. Vlastnil panství Šluknov a Lipovou v Čechách.

## Rodina
Byl synem hraběte Bruna II. z Mansfeldu-Vorderortu z rodové linie Bornstedt a jeho manželky Kristýny, rozené hraběnka z Barby a Mühlingenu.
Měl mladšího bratra Bruna a Filipa z Mansfeldu, kteří později oba vstoupili do císařských služeb.
V roce 1618 se Wolfgang oženil se Žofií Schenkovou z Tautenburgu, ovdovělou hraběnkou ze Solms-Sonnenwalde, s níž měl pět dětí.

## Život
V císařských službách se zúčastnil tažení proti Turkům do Uher a vyznamenal se při obléhání Ostřihomi v roce 1605.
Během sporu o julišsko-klevské následnictví sloužil na straně saského kurfiřta jako vyslanec ve Francii. Když došlo v roce 1610 k otevřeným bojům, sloužil v saské vojenské službě. Poté byl dočasně ve službách hesenského guvernéra Darmstadtu. Později se vrátil do saských služeb a byl vyslancem saského kurfiřta po zvolení Ferdinanda II. římským císařem.
Na počátku třicetileté války v roce 1620 císaři přivedl pomocná vojska ze Saska v Lužici a kromě jiného se účastnil obléhání Budyšína.

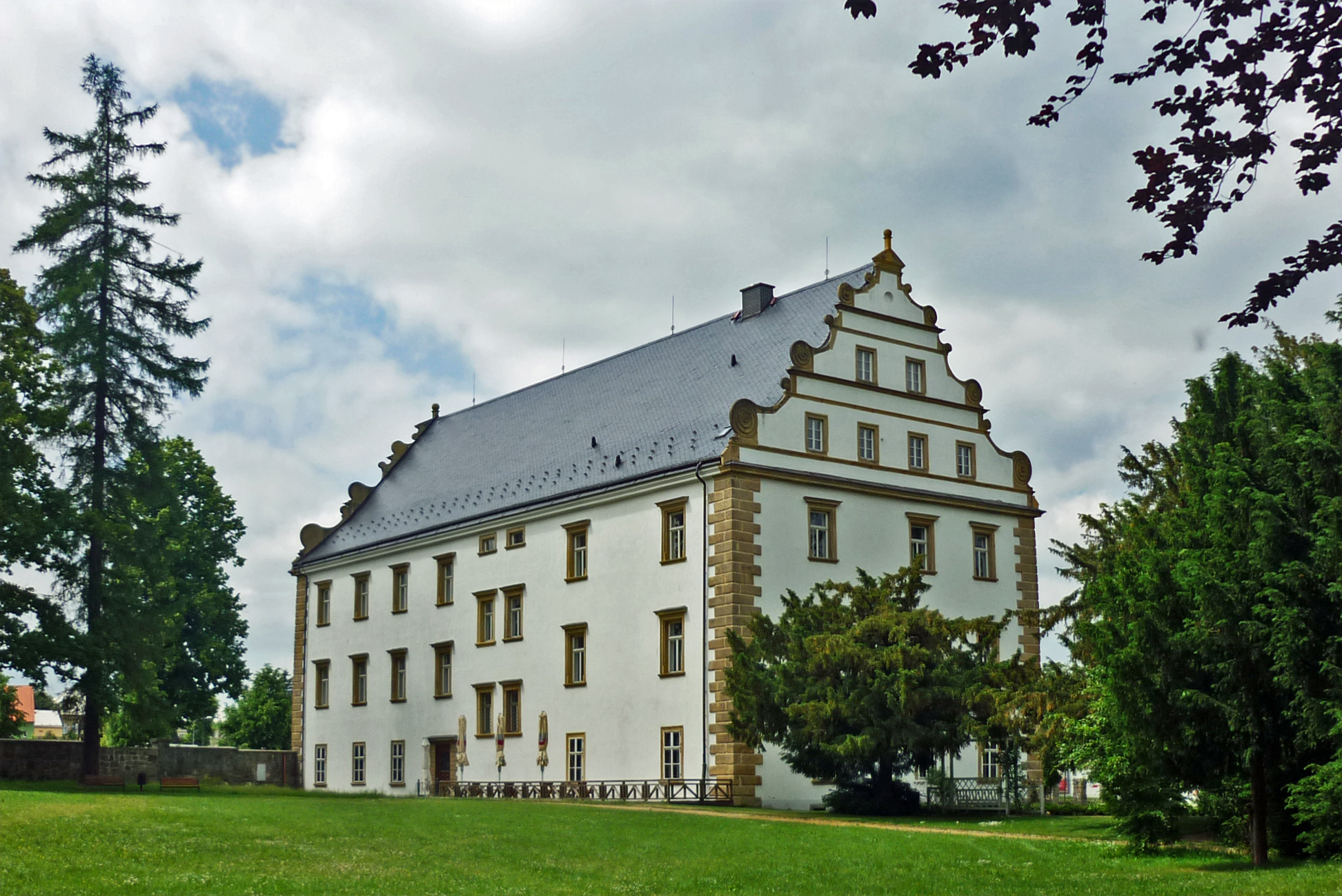
Zámek Šluknov

Poté vstoupil do císařských služeb a v roce 1623 byl jmenován velitelem Rábu. Za prokázané služby obdržel severočeská panství Šluknov a Lipovou.
V roce 1624 vedl spojenecké španělské oddíly k jednotkám v Itálii. Po návratu z Itálie měl čest nést císařské jablko při korunovaci císaře Ferdinanda uherským králem.
V roce 1627 konvertoval ke katolicismu a v témže roce mu císař daroval Rothenburg v Sasku-Anhaltsku.
V roce 1628 působil jako císařský komisař na českém sněmu v Praze. Stal se také guvernérem arcibiskupství v Magdeburgu a biskupství v Halberstadtu, kde prošel přísně protireformačním učením. V Magdeburku toleroval pouze katolíky a dokonce chtěl přejmenovat město na Marienburg, zde však narazil na odpor císaře. Zvedl novou císařskou armádu o síle 20 000 mužů se shromaždištěm poblíž Ulmu.
V bitvě o Magdeburg byl nasazen do zvláště těžké operace. Po dobytí a zničení města zde byl jmenován velitelem. Během této doby však bylo vypleněno jeho vlastní panství a po bitvě u Breitenfeldu musel postoupit svůj zámek Švédům.
V roce 1632 švédská vojska obléhala Magdeburk, kde se Mansfeld úspěšně bránil až do doby, než se obléhatelé stáhli před blížícím se Pappenheimem. Na počátku roku 1633 se Mansfeld s pouhými 2 000 muži stáhl kvůli nedostatku potravin a ještě předtím nechal vyhodit do povětří opevnění.
Poté se vrátil do svého úřadu v Rábu a byl jmenován polním maršálem, císařským komorníkem a od roku 1632 císařským radou.
Wolfgang z Mansfeldu zemřel 15. května 1638 ve Vídni. Panství Šluknov a Lipovou po jeho smrti připadla jeho synovi Karlu Adamovi (1629-1662), ten však zemřel ve věku 33 let bez potomků, po jeho smrti proto připadlo šluknovské a lipovské panství jeho sestře Žofii Anežce provdané z Ditrichštejna a po ní jejímu synovi Filipu Zikmundovi.